# Gong (aula)
Aula Gong je moderní multifunkční centrum vzniklé vestavbou do původního plynojemu z roku 1924 v dolní oblasti Vítkovice v Ostravě, podle projektu arch. Josefa Pleskota. Multifunkční aula Gong byla realizována v roce 2011–2012 a stala se jedním z pěti projektů, které získaly titul Stavba roku 2013. V roce 2014 byla zařazena mezi TOP 10 staveb světa.

## Historie
Plynojem postavený v letech 1922–1924 sloužil jako zásobárna vysokopecního plynu až do roku 1998. Vlivem poddolovaného podloží se začal naklánět, ale sloužil dál svému účelu i přesto, že koncem války byl zasažen leteckou bombou, která zůstala ležet na jeho dně až do roku 1970. Do roku 1998 prošel plynojem dvěma rozsáhlejšími a jednou generální opravou. V roce 1998 byl jeho provoz ukončen a stal se jedním z četných brownfields v dolní části Vítkovických železáren. Od roku 1995 je zapsán v Seznamu nemovitých kulturních památek v Česku.  Po složitých jednáních o revitalizaci území se v roce 2009 završila přípravná etapa plánovaného projektu Zpřístupnění a nové využití NKP Vítkovice. Ten zahrnoval i architektonickou přeměnu plynojemu na multifunkční kulturní a společenské centrum podle projektu arch. Josefa Pleskota a jeho AP ATELIERu.  Projekt byl dokončen v roce 2011 a ve stejném roce byla započata stavba auly, která byla poprvé zpřístupněna veřejnosti 1. května 2012.

## Technický popis stavby
Plynojem byl zkonstruován jako válcová nádrž o průměru 71,7 m, do které se zasouval pohyblivý „zvon“ o průměru 70 m, zakončený vrchlíkem; celková výška zvonu včetně vrchlíku dosahovala 18,5 m. Meziprostor byl vyplněn vodním sloupcem o výšce cca 14 m, který tvořil těsnění proti úniku plynu. Plynojem byl dimenzován na maximální objem 50 000 m³.
Válcovou konstrukci plynojemu tvoří 32 příhradových sloupů a opláštění z plechů tloušťky 10–32 mm. Plechy byly vzájemně nýtovány, aby byla zajištěna vodotěsnost spojů. Po ukončení provozu v roce 1998 byl zvon plynojemu uložen na 32 provizorních podporách ve výšce cca 1,5 m nad podlahou plynojemu.

## Architektonické řešení
V první fázi architektonické přeměny plynojemu na multifunkční aulu byl zapadlý zvon vyzdvižen o téměř 15 m. Nad středem jeho vrchlíku byla umístěna nová kruhová konstrukce tamburu o průměru 20,6 m, jehož prosklený plášť přivádí do objektu světlo shora.
Ocelové konstrukce i opláštění byly ponechány v původní podobě s autentickým nýtováním, otryskány a natřeny kovově černým nátěrem. Do obvodového pláště byly vyříznuty otvory, v přízemí pro vstup do objektu a v patře pro velké prosklené okno, z něhož je výhled na vysokou pec č.1 a koksovnu Vítkovických železáren, které byly v roce 2002 prohlášeny národní kulturní památkou. Zasklená je i čtvrtina spodní části objektu při vstupu.
Ve druhé etapě byla realizována betonová vestavba a nové vnitřní ocelové konstrukce hlediště a jevištní techniky. Vnitřní uspořádání má podobu otevřeného písmene Y se dvěma věžemi komunikačních a provozních prostor a je rozděleno do čtyř výškových úrovní. Věže, jevištní a společenské prostory jsou z monolitického železobetonu, konstrukce hlediště je zhotovena z prefabrikovaných prvků.
V přízemí se nachází vstupní hala, víceúčelová galerie, občerstvení a hospodářské zázemí. V prvním patře jsou umístěny variabilní konferenční místnosti s centrálním sálem pro 400 osob. Na úrovni druhého patra se nachází foyer víceúčelového sálu s přiléhající šatnou. Schodiště umístěná v betonových věžích na úrovni foyer vedou návštěvníky do dvou nástupních úrovní stupňovitého sálu s kapacitou 1 527 sedících diváků. Poslední patro věží je vyhrazeno pro technické prostory celého objektu a jevištní technologii.
Většina vnitřních povrchů je z pohledového betonu, opatřeného pouze protiprašným bezbarvým lakem. Ve vstupním podlaží byla jako nášlapná vrstva ponechána původní očištěná plechová nýtovaná podlaha plynojemu, v ostatních prostorách byl použit pouze protiprašný bezbarvý nátěr, epoxidová stěrka nebo PVC krytina černé barvy. Na podlahu jeviště byly použity dubové podlahové palubky.

## Financování
Celkové náklady na stavbu ve výši 313 723 600 Kč byly pokryty z Evropského fondu pro regionální rozvoj se značnou osobní zainteresovaností hlavního mecenáše, průmyslníka Jana Světlíka.

## Využití
Prostory multifunkční auly Gong je možné využít jak pro vzdělávací, kulturní a společenské akce, tak i pro konferenční, kongresové účely a výstavnictví.
Od roku 2012 je areál veřejně přístupný, koná se zde mezinárodní hudební festival Colours of Ostrava, pořádají se koncerty, divadelní představení, filmové projekce, výstavy. Nově je to také sídlo Galerie města Ostravy.

## Galerie

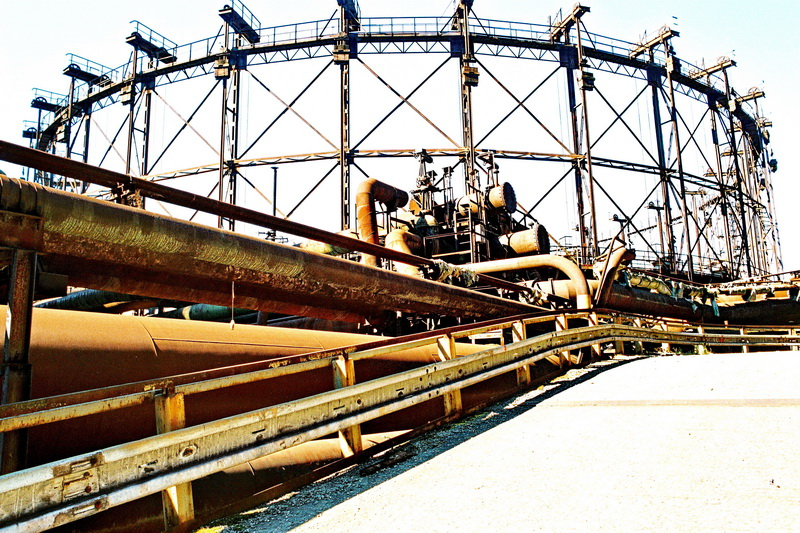
Stav před rekonstrukcí (rekonverzí)
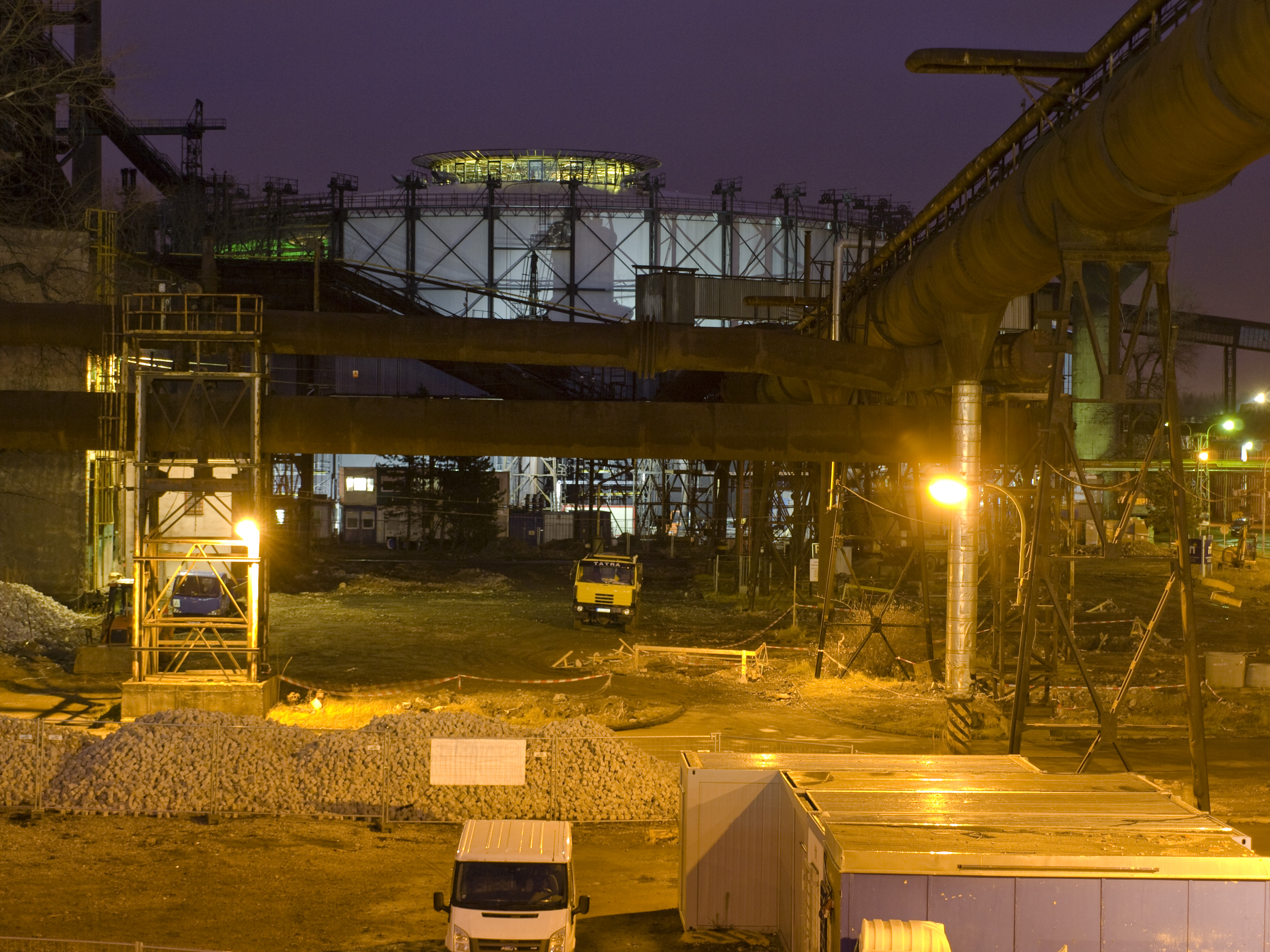
Průběh stavebních prací
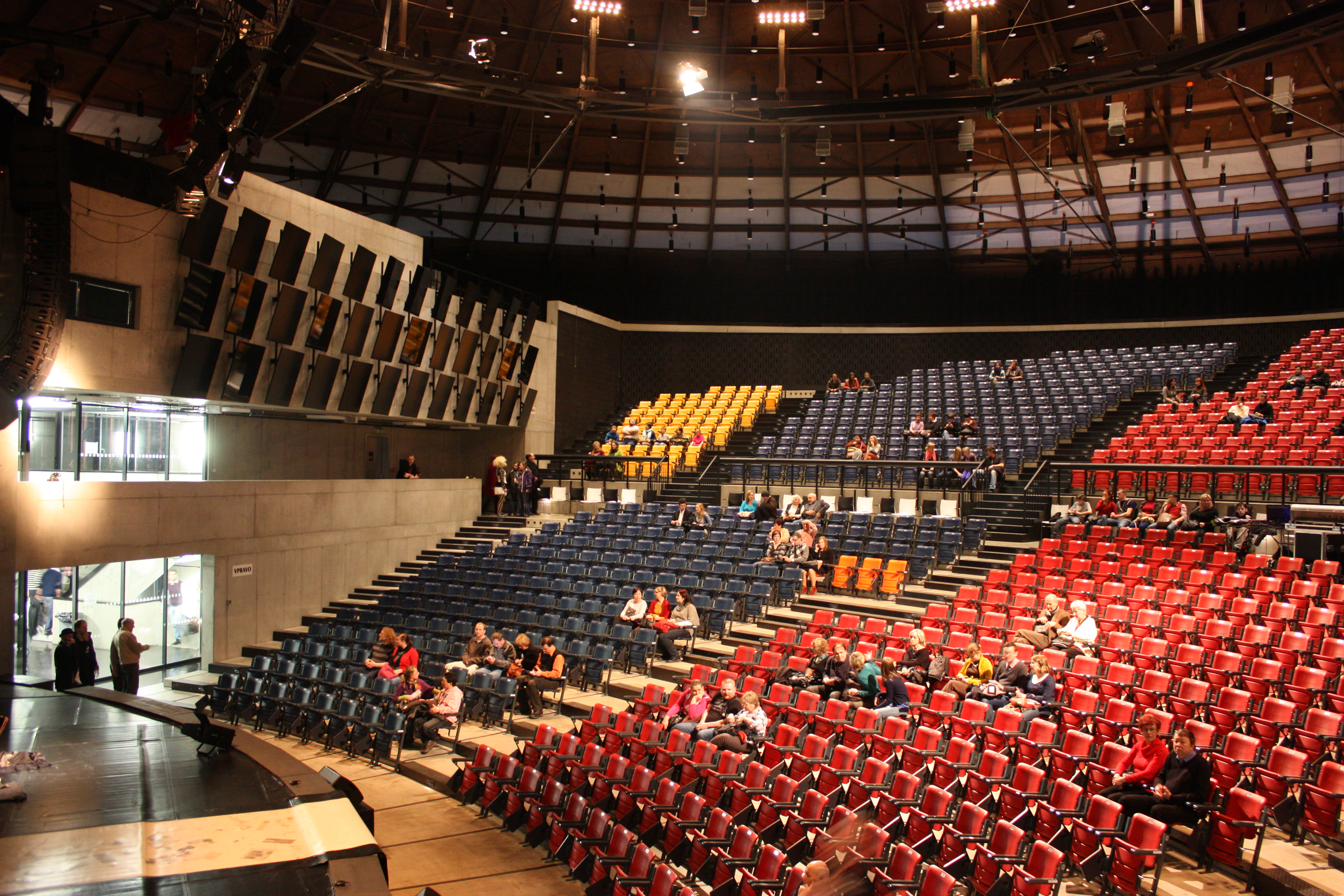
Interiér